# Presidenti della Croazia
Il presidente della Repubblica di Croazia (in croato: Predsjednik Republike Hrvatske) è, nel sistema politico croato, il capo dello Stato e il comandante in capo delle Forze armate croate.

## Lista
| Presidente | Presidente | Presidente | Presidente                                                        | Partito                                     | Mandato          | Mandato          | Note |
| Presidente | Presidente | Presidente | Presidente                                                        | Partito                                     | Inizio           | Fine             | Note |
| ---------- | ---------- | ---------- | ----------------------------------------------------------------- | ------------------------------------------- | ---------------- | ---------------- | --- |
| 1          |            |            | Franjo Tuđman (1922-1999) Presidente della Repubblica             | Unione Democratica Croata (HDZ)             | 30 maggio 1990   | 10 dicembre 1999 | Presidente della Presidenza della Repubblica (eletto dal Parlamento croato) fino alle modifiche costituzionali del 25 luglio 1990. Eletto Presidente della Repubblica alle prime elezioni presidenziali dirette del 2 agosto 1992. |
| –          |            |            | Vlatko Pavletić (1930-2007) Presidente supplente della Repubblica | Unione Democratica Croata (HDZ)             | 10 dicembre 1999 | 2 febbraio 2000  | Presidente del Parlamento croato. Presidente ad interim in seguito alla morte del Presidente Franjo Tuđman (10 dicembre 1999) |
| –          |            |            | Zlatko Tomčić (1945- ) Presidente supplente della Repubblica      | Partito Rurale Croato (HSS)                 | 2 febbraio 2000  | 18 febbraio 2000 | Presidente del Parlamento croato in seguito alle elezioni parlamentari del 3 gennaio 2000. Presidente ad interim fino al giuramento del nuovo Presidente eletto alle elezioni presidenziali del 7 febbraio 2000 (secondo turno).   |
| 2          |            |            | Stjepan Mesić (1934- ) Presidente della Repubblica                | Partito Popolare Croato (HNS)*              | 19 febbraio 2000 | 18 febbraio 2010 | *Conformemente alle modifiche costituzionali del 9 novembre 2000, in seguito all'elezione il PdR deve rinunciare all'iscrizione a qualsiasi partito politico. Dopo il 9 novembre 2000 indipendente                                 |
| 3          |            |            | Ivo Josipović (1957- ) Presidente della Repubblica                | Partito Socialdemocratico di Croazia (SDP)* | 19 febbraio 2010 | 18 febbraio 2015 | *Dopo l'elezione indipendente |
| 4          |            |            | Kolinda Grabar Kitarović (1968- ) Presidente della Repubblica     | Unione Democratica Croata (HDZ)*            | 19 febbraio 2015 | 18 febbraio 2020 | *Dopo l'elezione indipendente |
| 5          |            |            | Zoran Milanović (1966- ) Presidente della Repubblica              | Partito Socialdemocratico di Croazia (SDP)* | 19 febbraio 2020 | in carica        | *Dopo l'elezione indipendente |